# Liên minh Trung dung
Liên minh Trung dung (tiếng Anh: Centre Alliance, tiền thân là Nick Xenophon Team (NXT), là một chủ nghĩa trung dung chính đảng ở Úc có trụ sở tại bang Nam Úc. Đảng hiện có hai đại diện trong Nghị viện, mỗi đại diện ở Hạ viện và Thượng viện.
Kể từ khi thành lập vào tháng 7 năm 2013, đảng hai lần đổi tên. Vào thời điểm diễn ra cuộc bầu cử liên bang Úc năm 2016, đảng được biết đến với cái tên Nick Xenophon Team (NXT). Sau khi Nick Xenophon thành lập SA-BEST, một đảng liên kết có trụ sở tại nhà nước, NXT tìm cách đổi tên thành SA-BEST (Liên bang). Nhưng trước khi được sự chấp thuận của Ủy ban bầu cử Úc, Nick Xenophon rời khỏi chính trường, và đảng này đã rút đơn và đổi tên thành Liên minh Trung dung. Vào năm 2018, thượng nghị sĩ Stirling Griff của Liên minh Trung dung tuyên bố rằng SA-BEST là "một thực thể riêng biệt, một hiệp hội riêng biệt, một đảng riêng biệt" từ Liên minh Trung dung.
Trọng tâm tư tưởng của đảng là sự kết hợp giữa các chính sách dân túy và tự do về mặt xã hội, sắp xếp từ các vị trí của Xenophon. Các thành viên hiện tại của đảng tuyên bố khác nhau về sự ủng hộ đối với hôn nhân đồng giới, cải cách Cộng đồng Tình báo Úc, hành động về biến đổi khí hậu, hỗ trợ cho các cựu chiến binh, cắt giảm thuế giá cả phải chăng, sản xuất do Úc sản xuất (bao gồm cả chi tiêu cho công nghiệp quốc phòng) và hợp pháp hóa an tử.

## Lịch sử
Tại cuộc bầu cử liên bang năm 2013, "Nhóm Nick Xenophon" gồm nhiều ứng iên độc lập, do thượng nghị sĩ Nick Xenophon làm lãnh đạo ra tranh cử và giành được số phiếu cao kỷ lục. Với 24.9% số phiếu cử tri, ông đã vượt qua các ứng viên đảng Lao động, và về nhì sau đảng Tự do trong phần bỏ phiếu thượng viện liên bang.
Năm 2014, đảng Nick Xenophon Team (NXT) được thành lập. Ban Thường vụ đảng gồm Xenophon, John Darley, Stirling Griff và Connie Bonaras.
Đảng ra tranh cử lần đầu tại cuộc Bầu cử bang Nam Úc năm 2014 và giành được 12.9% số phiếu thượng viện. Darley tái đắc cử thượng nghị sĩ tiểu bang.

## Đường lối
Đảng NXT xác định trọng tâm chính sách dựa trên 3 ưu tiên chính: thúc đẩy sản xuất công nghiệp, phát triển nông nghiệp và đẩy lùi nạn cờ bạc.